# Pelma (Bulbophyllum)
Pelma es una sección del género Bulbophyllum perteneciente a la familia de las orquídeas. La especie tipo es: Bulbophyllum absconditum J. J. Sm 1905
Se caracterizan por tener una inflorescencia con 1 o más flores y la flor con el sépalo dorsal con ápice obtuso a caudado y los sépalos laterales distintos que no son muy pequeños. El labio no está dividido en lóbulos y por lo general tiene una discreta  concavidad distintiva que tiene 2 dientes convergentes que en conjunto forman generalmente una cresta transversal. La columna tiene un rostelo que claramente sobresale o no, la base del estigma sobresale a menudo como una estructura en forma de pico en vista lateral o no, pero no tiene los dientes, El pie de la columna tiene una perilla mediana de espesor inmediatamente por encima de la concavidad.

## Especies
1. Bulbophyllum absconditum J.J. Sm 1905 Bali, Java y Sumatra, Nueva Caledonia y Vanuatu.
2. Bulbophyllum ankylorhinon J.J.Verm. 1992 Papua Nueva Guinea.
3. Bulbophyllum colliferum J.J.Sm. 1911 Nueva Guinea
4. Bulbophyllum fractiflexum J.J. Sm. 1908 Papua y Nueva Guinea e Islas Salomón.
5. Bulbophyllum leptoleucum Schltr. 1913 Nueva Guinea
6. Bulbophyllum leucothyrsus Schltr. 1913 Nueva Guinea
7. Bulbophyllum oliganthum Schltr.1913 Molucas, Nueva Guinea y las Islas Salomón.
8. Bulbophyllum pachytelos Schltr. 1905 Papua Nueva Guinea.
9. Bulbophyllum pseudopelma J.J.Verm. y P.O'Byrne 2003 Sulawesi.
10. Bulbophyllum reductum J.J.Verm. y P.O'Byrne 2003 Sulawesi.
11. Bulbophyllum savaiense Schltr. 1911 Nueva Guinea, las Filipinas, Sulawesi, Samoa, Fiyi y Vanuatu.
12. Bulbophyllum stipulaceum Schltr. 1905 Nueva Guinea.